# UCI Oceania Tour de 2007-2008
O UCI Oceania Tour de 2007-2008, foi a terceira edição do UCI Oceania Tour. Levou-se a cabo de outubro de 2007 a setembro de 2008 onde se disputaram 6 competições por etapas em duas modalidades, provas por etapas e provas de um dia, outorgando pontos aos primeiros classificados das etapas e à classificação final; caindo do calendário com respeito à temporada anterior o Tour Down Under que subiu a categoria UCI ProTour. Ademais, apesar de não estar no calendário, também pontuaram os campeonatos nacionais com um barómetro dependendo o nível ciclista da cada país.
O ganhador a nível individual foi o neozelandês Hayden Roulston, por equipas triunfou a Southaustralia.com-AIS da Austrália, enquanto por países e países sub-23 foi a Austrália quem obteve mais pontos.

## Calendário
Contou com as seguintes provas, tanto por etapas como de um dia.

### Outubro de 2007
| Data     | Carreira                         | Cat. | Ganhador       | Equipa do ganhador |
| -------- | -------------------------------- | ---- | -------------- | ------------------ |
| 15 ao 21 | Jayco Herald Sun Tour            | 2.1  | Matthew Wilson | Unibet.com         |
| 27       | Melbourne to Warrnambool Classic | 1.2  | Timothy Decker | Abençoo            |

### Novembro de 2007
| Data    | Carreira                           | Cat. | Ganhador        | Equipa do ganhador        |
| ------- | ---------------------------------- | ---- | --------------- | ------------------------- |
| 5 ao 10 | Tour de Southland                  | 2.2  | Hayden Roulston | Trek Zookeepers Cafe      |
| 3       | Campeonato Oceânico Contrarrelógio | CC   | Gordon McCauley | Selecção da Nova Zelândia |
| 5       | Campeonato Oceânico em Estrada     | CC   | Hayden Roulston | Selecção da Nova Zelândia |

### Janeiro de 2008
| Data     | Carreira           | Cat. | Ganhador     | Equipa do ganhador     |
| -------- | ------------------ | ---- | ------------ | ---------------------- |
| 24 ao 28 | Tour de Wellington | 2.2  | Travis Meyer | Southaustralia.com-AIS |

## Classificações

### Individual
| Posição | Ciclista         | Pontos |
| ------- | ---------------- | ------ |
| 1       | Hayden Roulston  | 193    |
| 2       | Travis Meyer     | 91     |
| 3       | Joseph Chapman   | 77     |
| 4       | Paul Odlin       | 60     |
| 5       | Joost van Leijen | 52     |
| 6       | Marc Ryan        | 50     |
| 7       | Gordon McCauley  | 46     |
| 8       | David Pell       | 43     |
| 9       | Rory Sutherland  | 43     |
| 10      | Clinton Avery    | 40     |

### Equipas
| Posição | Equipa                   | Pontos |
| ------- | ------------------------ | ------ |
| 1       | Southaustralia.com-AIS   | 174    |
| 2       | Bissell Pro Cycling Team | 103    |
| 3       | Savings & Loans          | 100    |
| 4       | Van Vliet-EBH Elshof     | 52     |
| 5       | Garmin-Chipotle          | 48     |

| 6  | Health Net presented by Maxxis | 43 |
| 7  | Praties                        | 36 |
| 8  | Toyota-United                  | 35 |
| 9  | Drapac Porsche                 | 23 |
| 10 | Pezula Racing                  | 18 |

### Países
| Posição | País          | Pontos |
| ------- | ------------- | ------ |
| 1       | Austrália     | 1203,7 |
| 2       | Nova Zelândia | 793,2  |

### Países sub-23
|   | Países        | Pontos |
| - | ------------- | ------ |
| 1 | Austrália     | 670    |
| 2 | Nova Zelândia | 143    |